# Hivanua
Genre
Hivanua est un genre d'araignées aranéomorphes de la famille des Salticidae.

## Distribution
Les espèces de ce genre sont endémiques des îles Marquises.

## Liste des espèces
Selon World Spider Catalog (version 25.0, 22/05/2024) :
- Hivanua flavipes (Berland, 1933)
- Hivanua nigrescens (Berland, 1933)
- Hivanua nigrolineata (Berland, 1933)
- Hivanua rufescens (Berland, 1934)
- Hivanua tekao Maddison, 2024
- Hivanua triangulifer (Berland, 1933)

## Systématique et taxinomie
Ce genre a été décrit par Prószyński en 2024 dans les Salticidae.

## Publication originale
- (en) Wayne P. Maddison, « Hivanua, a new genus of harmochirine jumping spiders from the Marquesas Islands (Araneae, Salticidae, Harmochirina) », ZooKeys, vol. 1200,‎ 2024, p. 215-230 (lire en ligne)